# Géjza Valent
Géjza Valent, né le 3 octobre 1953 à Prague  et mort le 6 octobre 2024, est un athlète tchécoslovaque spécialiste du lancer du disque.
Son meilleur résultat est une médaille de bronze obtenue en 1983 à l'occasion des Championnats du monde inauguraux d'Helsinki avec la marque de 66,08 m. Il participe aux Jeux olympiques de Séoul, en 1988, et se classe sixième de la finale.
Son record personnel de 69,70 m est établi le 26 août 1984 lors du meeting de Nitra.

## Palmarès
| Date | Compétition                | Lieu      | Résultat | Marque  |
| ---- | -------------------------- | --------- | -------- | ------- |
| 1982 | Championnats d'Europe      | Athènes   | 6e       | 61,98 m |
| 1983 | Championnats du monde      | Helsinki  | 3e       | 66,08 m |
| 1985 | Finale du Grand Prix IAAF  | Rome      | 3e       | 63,44 m |
| 1986 | Championnats d'Europe      | Stuttgart | 5e       | 65,00 m |
| 1987 | Championnats du monde      | Rome      | 9e       | 61,98 m |
| 1988 | Jeux olympiques            | Séoul     | 6e       | 65,80 m |
| 1990 | Championnats d'Europe      | Split     | 9e       | 60,30 m |
| 1991 | Coupe d'Europe des nations | Francfort | 3e       | 62,14 m |

### National
2 titres au disque : 1987, 1989